# János Székely
János Székely (Boedapest, 7 juli 1901 – Oost-Berlijn, 16 december 1958) was een Hongaars schrijver. Hij werd vooral bekend als scenarioschrijver, maar schreef ook internationaal gewaardeerde literaire werken.

## Leven en werk
Na de machtsovername van Miklós Horthy in Hongarije nam Székely de wijk naar Duitsland. In Berlijn schreef hij draaiboeken voor succesvolle films, met sterren als Brigitte Helm, Willy Fritsch, Marlene Dietrich en Emil Jannings. In 1934 nodigde Ernst Lubitsch hem uit om in Hollywood te komen werken, waar hij opnieuw successen boekte als scenarioschrijver. In 1940 won hij een Oscar met zijn script voor de komedie Arise, my Love.
Als literair schrijver is Székely het meest bekend door zijn autobiografisch geïnspireerde roman Kisértés (Verleiding) uit 1946, zich afspelend in het Hongarije van de jaren 1910 en 1920. De Nederlandse vertaling van Margreeth Schopenhauer verscheen in 2007, toen de roman een internationale herwaardering genoot. Ook zijn in het Engels, onder het pseudoniem John Pen geschreven roman You can't do that to Swoboda werd in het Nederlands vertaald (De arme Svoboda, 2009).
Székely verliet in de jaren vijftig de Verenigde Staten toen hij last kreeg van het Mccarthyisme, woonde enige tijd in Mexico, en vestigde zich uiteindelijk in Oost-Berlijn, waar hij nog korte tijd werkte voor de filmindustrie. Hij overleed er ruim een jaar later, 57 jaar oud. Székely was de vader van de actrice Kati Székely.